# Mojocoya Fútbol Club
Mojocoya Fútbol Club é um clube de futebol sediado na cidade de Sucre, na Bolívia. Atualmente disputa a primeira divisão do estado de Chuquisaca
Seu estádio, o Olímpico Patria, possui capacidade de 32.000 lugares.